# Малый Пшиш
Малый Пшиш — река в России, протекает в Краснодарский край. Устье реки находится в 258 км по правому берегу реки Пшиш. Длина реки — 10 км. Площадь водосборного бассейна — 40,6 км².

## Данные водного реестра
По данным государственного водного реестра России относится к Кубанскому бассейновому округу, водохозяйственный участок реки — Пшиш. Речной бассейн реки — Кубань.
Код объекта в государственном водном реестре — 06020001212108100005133.